# FTPS
FTPS (znany także jako FTP Secure i FTP-SSL) – rozszerzenie protokołu File Transfer Protocol (FTP), umożliwiające wsparcie dla szyfrowanych protokołów Transport Layer Security (TLS) oraz Secure Sockets Layer (SSL).
FTPS nie powinien być mylony z niekompatybilnym protokołem SSH File Transfer Protocol (SFTP), stanowiącym podsystem dla protokołu SSH. Różni się on też od protokołu Secure FTP, stosowanego jako tunelowanie FTP poprzez połączenie SSH (FTP over SSH').
FTPS używa portu 990 TCP dla kontroli przesyłu oraz 989 TCP dla transferu danych w trybie aktywnym.
Protokół FTPS posiada dwa typy implicit i explicit. FTPS implicit jest powszechnie uważany za bardziej bezpieczny, ale również trudniejszy w konfiguracji. W przypadku FTPS explicit połączenie nie jest szyfrowane od samego początku, jednak jego obsługa jest łatwiejsza od FTPS implicit.